# Vorhut

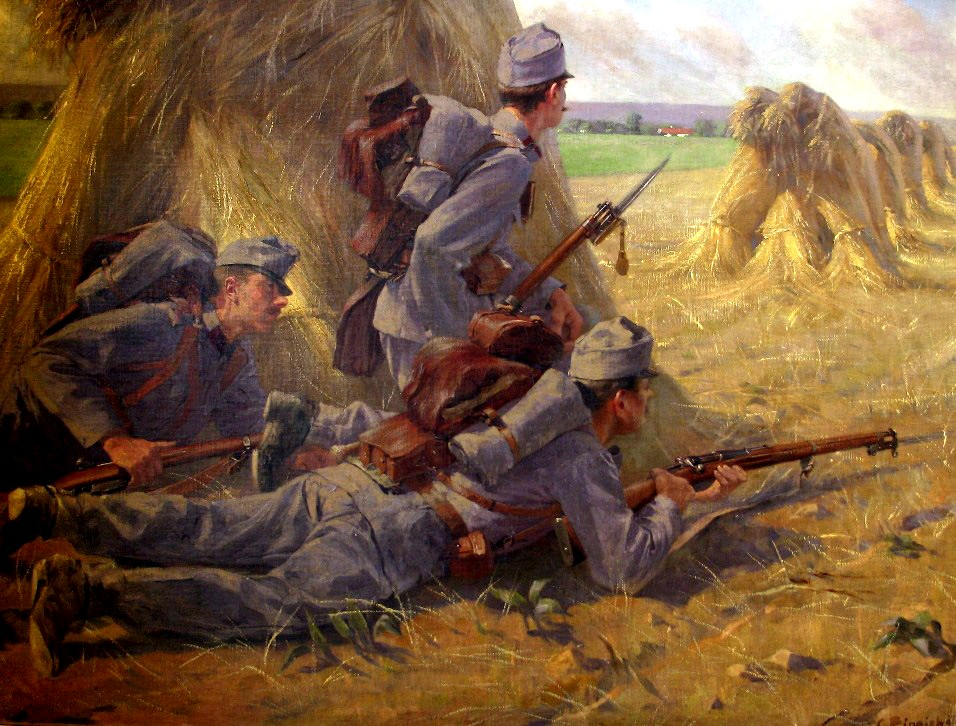
Auf Vorhut von Carl Pippich (um 1910)

Die Vorhut, ursprünglich auch im Deutschen als Avantgarde (frz.: avant-garde) oder Tête (frz.: Kopf) bezeichnet, ist eine kleinere militärische Einheit; im Sprachgebrauch der Kavallerie wird sie auch als Vortrab bezeichnet. Ihre Aufgabe ist die Aufklärung, das Besetzen wichtiger Positionen und das Gewinnen von Zeitvorteilen gegenüber dem Feind (beispielsweise indem eine Vorhut einen gegnerischen Vorstoß auffängt, so dass das Gros ihn an der Flanke angreifen kann). 
Der preußische General und Militärtheoretiker Carl von Clausewitz führt in seinem Werk Vom Kriege hierzu aus: „Die Wirkungen solcher Vorhut gehen also von der bloßen Beobachtung zum Widerstand über, und dieser Widerstand ist nicht nur geeignet, dem Korps die Zeit zu verschaffen, welche es braucht, um sich schlachtfertig zu machen, sondern auch des Feindes Maßregeln und Absichten zu einer früheren Entwicklung zu bringen, folglich die Beobachtung bedeutend zu steigern.“
Je nach taktischer Ebene sind es einige wenige Späher bis hin zu ganzen Bataillonen. Truppen, die am Ende einer Kolonne marschieren, werden Nachhut (Arrièregarde) genannt.